# Grabower Süsswaren
Die Grabower Süsswaren GmbH ist ein deutscher Süßwarenhersteller.

## Geschichte

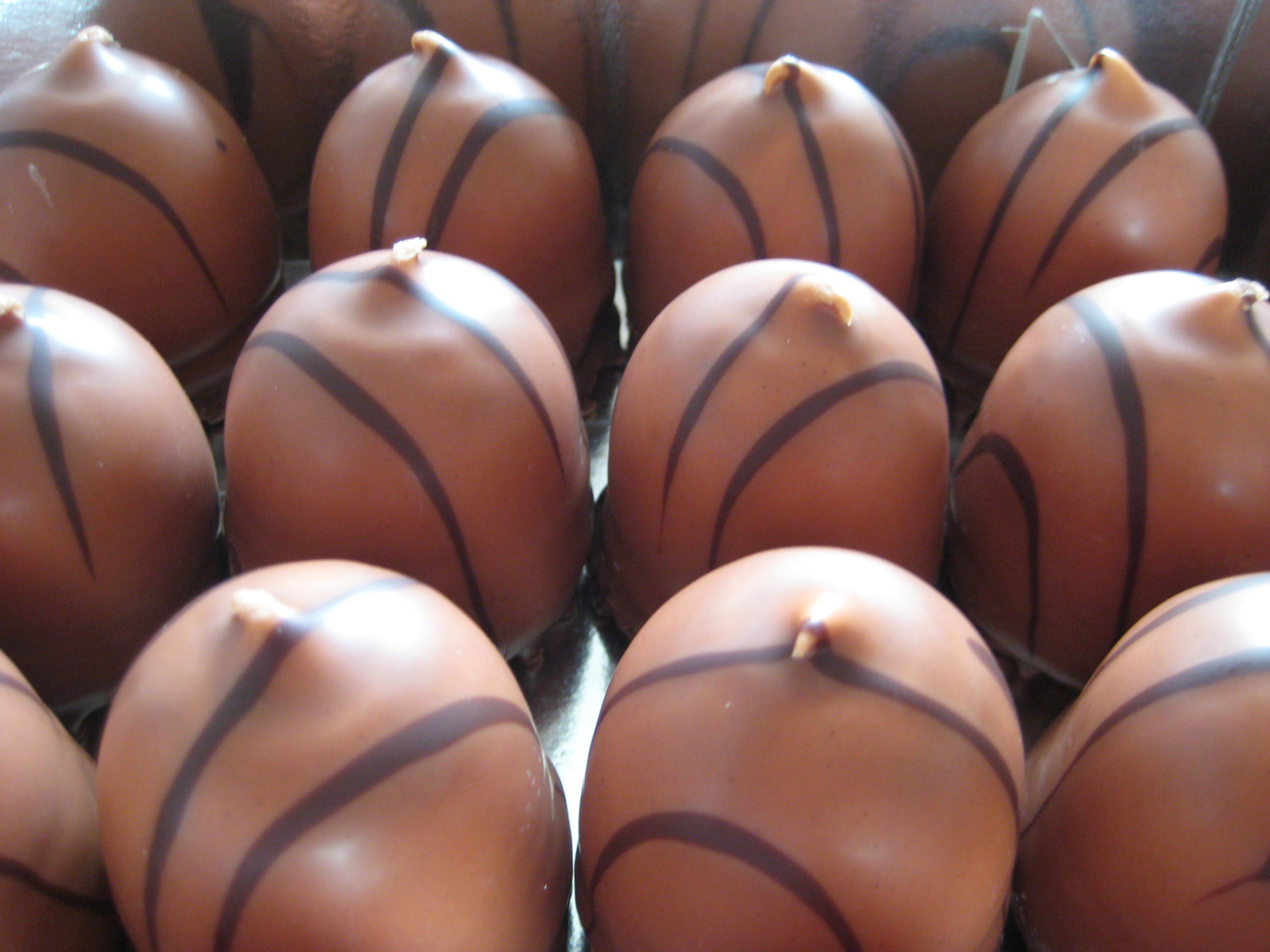
Grabower Küsschen Karamell

Das Unternehmen wurde 1835 in Grabow durch Johann Bollhagen als Backstube gegründet, die Brezeln, Waffeln und Pfeffernüsse herstellte. 1902 übernahm es Gustav Ritter, der das Vertriebsgebiet ausdehnte und mit dem Export begann.
1951 wurde das Unternehmen in Volkseigentum überführt und firmierte als VEB Grabower Dauerbackwaren. Hergestellt wurden vor allem Schaumküsse und Gebäck.
1991 übernahm die Schiesser-Gruppe den Betrieb, reduzierte das Produktsortiment auf Schaumküsse und automatisierte die Fertigung. Aufgrund der Probleme bei der Umsetzung der Automatisierung geriet Grabower in Schwierigkeiten und musste 1996 Insolvenz beantragen. Otto Lithardt erwarb die Firma und setzte die Modernisierung erfolgreich um; das Unternehmen stieg innerhalb weniger Jahre zum Marktführer im Segment Schaumküsse in Deutschland auf.
Lithard erweiterte die Firma durch weitere Erwerbungen zur Grabower-Süsswarengruppe. An den Standorten Grabow, Arnstadt, Prichsenstadt, Kühren-Burkartshain und Herten wurden Gebäck, Schaumküsse, Schaumwaffeln und Knäckebrot produziert, die Gruppe erwirtschaftete 2010 mit 650 Mitarbeitern, davon etwa 230 im Grabower Stammwerk, einen Jahresumsatz von über 100 Millionen Euro.
2010 wurde die Grabower Süsswaren GmbH zusammen mit einigen weiteren Erwerbungen Lithards durch Continental Bakeries übernommen. Am 12. September 2012 wurde die Wolf Süßwaren GmbH aus Arnstadt auf die Grabower Süsswaren GmbH verschmolzen.